# フォード・C・フリック賞
フォード・C・フリック賞（フォード・C・フリックしょう、英: The Ford C. Frick Award）は、メジャーリーグベースボールの試合放送の関係者に贈られる表彰。1978年からアメリカ野球殿堂が毎年表彰者を選出し、『野球放送における殿堂入り』と呼ばれる賞である。

## 概要
1950年～1960年代にメジャーリーグの第3代MLBコミッショナーをつとめ、アメリカ野球殿堂の創設とメジャーリーグの試合のラジオ中継に尽力したフォード・フリックの名を冠し、彼の功績をたたえて1978年に創設された。実況アナウンサーを中心に年1回選出されるが、野球選手らのいわゆる『殿堂入り』表彰と混同されないよう、受賞者は殿堂入り表彰の当日は文書による紹介と関連の展示のみが行われる。また現役のメジャーリーガーだった人物が、引退後実況アナウンサーに転身しこの賞を受賞した例もある。

## 受賞者一覧
| 年度 | 受賞者                                   | 実況担当チーム                                                     | 備考 |
| ---- | ---------------------------------------- | ------------------------------------------------------------------ | --- |
| 1978 | メル・アレン Mel Allen                   | ニューヨーク・ヤンキース                                           | 初代「ヤンキースの声」。1939～1964年実況担当 |
| 1978 | レッド・バーバー Red Barber              | ブルックリン・ドジャース ニューヨーク・ヤンキース                  | 1939年からドジャースで15年間、その後ヤンキースの実況を13年間担当した。 |
| 1979 | ボブ・エルソン Bob Elson                 | シカゴ・カブス、シカゴ・ホワイトソックス                           | 1930年代から40年以上実況担当。グラウンドでのインタビューを初めて行ったアナウンサー。スポーティングニューズ誌の年間最優秀アナウンサー賞を2度受賞している。 |
| 1980 | ラス・ホッジス Russ Hodges               | ニューヨーク/サンフランシスコ・ジャイアンツ                        | 1949～1970年実況を担当。ホームランの際の「バイバイ・ベイビー!」のフレーズで親しまれた。1951年のナショナルリーグ優勝決定プレイオフでの実況が有名。 |
| 1981 | アーニー・ハーウェル Ernie Harwell       | デトロイト・タイガース                                             | 1960年からの実況を長年担当。タイガースから永久欠番を送られている。 |
| 1982 | ビン・スカリー Vin Scully                | ブルックリン/ロサンゼルス・ドジャース                              | 1950～2016年実況を担当。2016年引退。 |
| 1983 | ジャック・ブリックハウス Jack Brickhouse | シカゴ・カブス、シカゴ・ホワイトソックス                           | 1954年のワールドシリーズ第1戦のウィリー・メイズの「The Catch」を実況したことで知られる。野球以外にも地元のシカゴ・ベアーズ（NFL）やシカゴ・ブルズ（NBA）も実況し、プロレスの実況やボクシングの解説も行っていた。 |
| 1984 | カート・ガウディ Curt Gowdy              | ボストン・レッドソックス NFL、NBA                                  | 1951～1964年までレッドソックスの実況を担当。その後NBCでMLBに加えてNFLやNBAの実況も担当。1990年には自らの名前を冠したカート・ガウディ・メディア・アワード（プロバスケットボールのメディア関係者向け殿堂）、1993年にはピート・ロゼール・ラジオ&TV賞（プロフットボールの放送関係者向け殿堂）も受賞している。                         |
| 1985 | バック・キャネル Buck Canel              | ニューヨーク・ヤンキース ニューヨーク・メッツ                      | |
| 1986 | ボブ・プリンス Bob Prince                | ピッツバーグ・パイレーツ                                           | |
| 1987 | ジャック・バック Jack Buck               | セントルイス・カージナルス、NFL                                    | 1954～2001年までの実況を担当。NFLの実況も担当し、1996年にはピート・ロゼール・ラジオ&TV賞も受賞。FOXのMLB・NFLNo.1実況アナウンサー・ジョー・バックの父親。 |
| 1988 | リンゼイ・ネルソン Lindsey Nelson        | ニューヨーク・メッツ                                               | |
| 1989 | ハリー・ケリー Harry Caray               | セントルイス・カージナルス シカゴ・ホワイトソックス シカゴ・カブス | |
| 1990 | バイ・サーム By Saam                     | フィラデルフィア・フィリーズ フィラデルフィア・アスレチックス      | |
| 1991 | ジョー・ガラジオーラ Joe Garagiola       | セントルイス・カージナルス、全国放送                               | 1955～1962年までカージナルス、1961～1988年までNBCで全国放送での実況を担当。NBC時代は朝の情報番組「Today」のレギュラーや「ザ・トゥナイト・ショー」のゲスト司会者など多岐にわたり活躍。NBCから離れた後は息子がGMを務めていたダイヤモンドバックスで1998～2012年まで解説を務めた。現役時代はカージナルスほか4球団で捕手としてプレー。 |
| 1992 | ミロ・ハミルトン Milo Hamilton           | ヒューストン・アストロズ                                           | |
| 1993 | チャック・トンプソン Chuck Thompson      | ボルチモア・オリオールズ                                           | |
| 1994 | ボブ・マーフィー Bob Murphy              | ニューヨーク・メッツ                                               | |
| 1995 | ボブ・ウォルフ Bob Wolff                 | ワシントン・セネタース                                             | |
| 1996 | ハーブ・カーニール Herb Carneal          | ミネソタ・ツインズ                                                 | 1962年から40年以上実況を担当。 |
| 1997 | ジミー・ダドリー Jimmy Dudley            | クリーブランド・インディアンス シアトル・パイロッツ                | 1948～1967年インディアンス、1969年パイロッツの実況担当。 |
| 1998 | ハイメ・ハリン Jaime Jarrin              | ロサンゼルス・ドジャース                                           | エクアドル生まれ。1959年からドジャースのスペイン語実況を担当。CBCなどでワールドシリーズのスペイン語実況も長年担当した。1970年に南米出身者で初めてゴールデンマイク賞を受賞。 |
| 1999 | アーク・マクドナルド Arch McDonald       | ワシントン・セネタース ニューヨーク・ヤンキース                    | ラジオ中継の始まった1930年代からセネタース、ヤンキースのラジオ実況を担当。ジョー・ディマジオのニックネーム「ヤンキー・クリッパー」の名づけ親でもある。 |
| 2000 | マーティー・ブレナマン Marty Brennaman   | シンシナティ・レッズ                                               | 1974年からレッズのラジオ実況放送を25年以上担当。 |
| 2001 | フェロ・ラミレス Rafael "Felo" Ramírez   | フロリダ・マーリンズ                                               | MLBのラテンアメリカ向け放送や、プエルトリコ、ベネズエラ等のプロ野球実況などを30年以上担当した。 |
| 2002 | ハリー・カラス Harry Kalas               | ヒューストン・アストロズ フィラデルフィア・フィリーズ              | 1963～1970年にアストロズ、1971年からフィリーズの実況担当。 |
| 2003 | ボブ・ユッカー Bob Uecker                | ミルウォーキー・ブルワーズ                                         | 1971年から長くブルワーズの実況を担当。セントルイス・カージナルスでの現役時代、1964年のワールドシリーズ優勝メンバーでもある。映画『メジャーリーグ』シリーズにも実況として登場。 |
| 2004 | ロン・シモンズ Lon Simmons               | サンフランシスコ・ジャイアンツ オークランド・アスレチックス        | 1958～2002年までジャイアンツ]とアスレチックスの実況を担当。 |
| 2005 | ジェリー・コールマン Jerry Coleman       | サンディエゴ・パドレス                                             | パドレスの試合実況を30年以上担当。1980年はパドレスの監督を務めた。現役時代はヤンキースの二塁手。 |
| 2006 | ジーン・エルストン Gene Elston           | ヒューストン・アストロズ                                           | アストロズの実況を25年以上担当 |
| 2007 | デニー・マシューズ Denny Matthews        | カンザスシティ・ロイヤルズ                                         | ロイヤルズの実況放送を40年担当 |
| 2008 | デイブ・ニーハウス Dave Niehaus          | シアトル・マリナーズ                                               | マリナーズ球団創設1977～2010年実況を担当。アレックス・ロドリゲスのニックネーム"A-Rod"の名付け親でもある。 |
| 2009 | トニー・クーベック Tony Kubek            | ニューヨーク・ヤンキース トロント・ブルージェイズ                  | NBCの番組やヤンキース、ブルージェイズの実況を30年以上担当。現役時代はヤンキースで9年間プレーし、1957年には最優秀新人賞を受賞している。 |
| 2010 | ジョン・ミラー Jon Miller                | サンフランシスコ・ジャイアンツ                                     | 1997年からジャイアンツの実況を担当。2007年8月7日のバリー・ボンズの通算756号本塁打で有名な実況を行っている。 |
| 2011 | デイブ・バンホーン Dave Van Horne        | モントリオール・エクスポズ フロリダ・マーリンズ                    | |
| 2012 | ティム・マッカーバー Tim McCarver        | ニューヨーク・メッツ、全国放送                                     | 1996年のFOXによるMLB放送開始から2013年までNo.1解説。他局を含めワールドシリーズの全国放送で計24回解説を担当。現役時代は1959～1980年セントルイス・カージナルスなどで捕手。 |
| 2013 | トム・チーク Tom Cheek                   | トロント・ブルージェイズ                                           | |
| 2014 | エリック・ナデル Eric Nadel              | テキサス・レンジャーズ                                             | |
| 2015 | ディック・エンバーグ Dick Enberg         | カリフォルニア・エンゼルス サンディエゴ・パドレス                  | |
| 2016 | グラハム・マクナミー Graham McNamee      | 全国放送                                                           | |
| 2017 | ビル・キング Bill King                   | オークランド・アスレチックス                                       | |
| 2018 | ボブ・コスタス Bob Costas                | NBC、MLBネットワーク                                               | |
| 2019 | アル・ヘルファー Al Helfer               | Mutual Broadcasting System                                         | ワールドシリーズで7度、オールスターゲームで10度実況を務めた「Mr. Radio Baseball」。 |
| 2020 | ケン・ハレルソン Ken Harrelson           | シカゴ・ホワイトソックス                                           | ホワイトソックスの他にレッドソックスやヤンキースでも実況を務め、1986年にはホワイトソックスのGMも務めた。現役時代は4球団に在籍し、レッドソックス時代の1968年に打点王を獲得した強打者。 |
| 2021 | アル・マイケルズ Al Michaels             | シンシナティ・レッズ サンフランシスコ・ジャイアンツ ABC            | 全米4大メジャースポーツの優勝決定戦を実況し、1987-88シーズンに同一シーズンでスーパーボウルとワールドシリーズの両方を実況した最初のアナウンサー。1972年には札幌オリンピックのアイスホッケーの実況のため来日している。 |
| 2022 | ジャック・グラニー Jack Graney           | クリーブランド・インディアンス                                     | 1908年から1922年までインディアンスでプレーしたのち、1932年にインディアンス専属のラジオ実況アナウンサーに転身し1953年まで務めた。元MLBの選手がラジオの実況を務めた最初の人物である。 |
| 2023 | パット・ヒューズ Pat Hughes              | シカゴ・カブス                                                     | ツインズ、ブリュワーズの実況を経て1996年からカブスの実況を務める。2016年のカブス108年ぶりの世界一の瞬間や、1998年にマーク・マグワイアが62号本塁打を放った時の実況を担当した。 |
| 2024 | ジョー・カスティリオーネ Joe Castiglione | ボストン・レッドソックス                                           | |